# Віслюковий хвіст

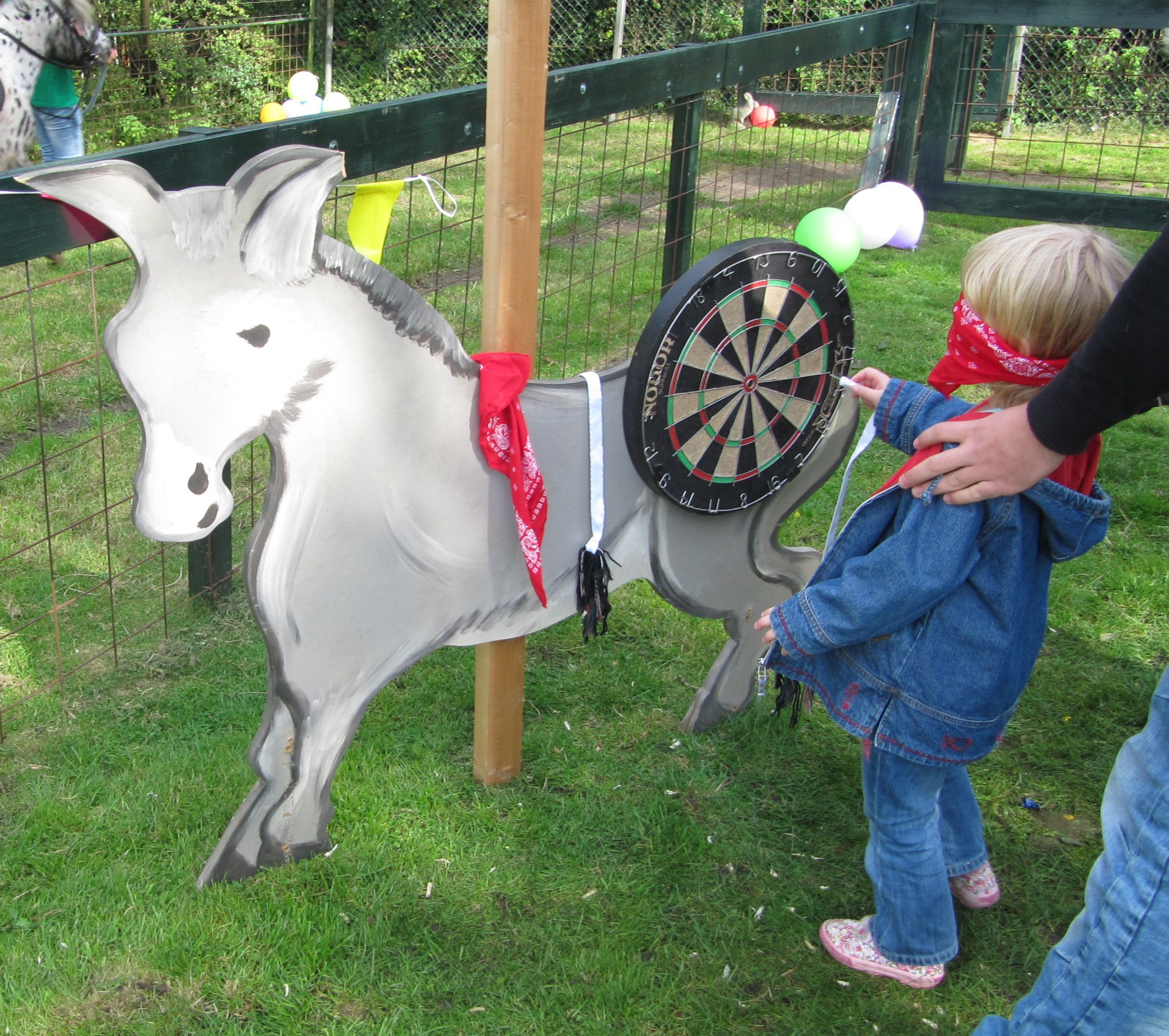
Дитина грає у версію гри «Віслюковий хвіст», де хвіст прикріплений до дротика, який потім заштовхується в мішень для дартсу.

«Віслюковий хвіст» (англ. Pin the tail on the donkey) — гра, в яку грають групи дітей. Найдавніша версія, зазначена в каталозі американських ігор, складеному Американською асоціацією колекціонерів ігор у 1998 році, датована 1899 роком і приписується Кейт Гант.
Гра часто трапляється на днях народження та інших святкуваннях. На стіні в місці, легкодоступному для дітей, прикріплено зображення віслюка з відірваним хвостом. По черзі кожній дитині зав'язують очі і дають паперовий «хвіст» з простромленою крізь нього шпилькою або скріпкою. Потім дитину із зав'язаними очима крутять по колу, поки вона не втратить орієнтацію. Дитина навпомацки намагається причепити ослику хвіст. Виграє той гравець, який причепить хвіст ближче до цілі, тобто ослику, ззаду. Гра, групова діяльність, зазвичай не є змагальною; «перемога» має лише другорядне значення. Часто вважається, що це цікавіше — спостерігати, як діти бігають навколо та намагаються поставити свій хвіст на потрібне місце.
Гра також використовується в дослідженнях розвитку дитини.
У гру також можуть грати підлітки та дорослі, особливо якщо «віслюка» замінити зображенням чогось або когось іншого. У алкогольній грі той, хто найгірше причепив хвіст, нагороджується однією чаркою обраного алкоголю, що визначається домашніми правилами або ж тим, хто програв у дружній обстановці.
Ідіоматично цей термін може використовуватися глузливо для позначення будь-якої дорученої діяльності, яка є безглуздою або для якої людина є обмеженою (із зав'язаними очима).